# Kelita Zupancic
Kelita Zupancic (* 9. Mai 1990 in Whitby, Ontario) ist eine ehemalige kanadische Judoka.

## Sportliche Karriere
Die 1,70 m große Kelita Zupancic tritt im Mittelgewicht an, der Gewichtsklasse bis 70 Kilogramm. 2007 gewann sie ihren ersten kanadischen Meistertitel. 2009 gewann sie eine Bronzemedaille bei den panamerikanischen Meisterschaften, 2010 war sie erstmals panamerikanische Meisterin. 2011 gewann sie wieder Bronze. Bei den Panamerikanischen Spielen 2011 belegte sie den fünften Platz. Anfang 2012 erkämpfte sie erneut Bronze bei den panamerikanischen Meisterschaften. Bei den Olympischen Spielen 2012 in London unterlag sie in ihrem Auftaktkampf der Französin Lucie Décosse.
Anfang 2013 erreichte Zupancic das Finale beim Grand Slam in Paris und belegte den zweiten Platz hinter der Niederländerin Kim Polling. Zwei Monate später siegte sie zum zweiten Mal bei den panamerikanischen Meisterschaften, im Jahr darauf unterlag sie im Finale der Kolumbianerin Yuri Alvear. 2015 siegte Kelita Zupancic im Finale gegen Yuri Alvear. Bei den Panamerikanischen Spielen 2015 in Toronto gewann Zupancic das Finale gegen die Kubanerin Onix Cortés. 2016 unterlag Zupancic im Finale der panamerikanischen Meisterschaften gegen Yuri Alvear. Bei den Olympischen Spielen 2016 in Rio de Janeiro siegte Zupancic in ihrem Auftaktkampf gegen die Georgierin Esther Stam. Im Viertelfinale unterlag sie der Japanerin Haruka Tachimoto, nach ihrer Niederlage in der Hoffnungsrunde gegen Bernadette Graf aus Österreich belegte die Kanadierin den siebten Platz.
2017 unterlag Zupancic im Finale des Grand-Slam-Turniers in Paris der Japanerin Chizuru Arai. Bei den panamerikanischen Meisterschaften verlor sie 2017 das Finale einmal mehr gegen Yuri Alvear, 2018 und 2019 erhielt sie Bronze. Dazwischen erreichte sie den siebten Platz bei den Weltmeisterschaften 2018. Im Februar 2021 gab Kelita Zupancic bekannt, dass sie schwanger und ihre Leistungssport-Karriere beendet sei.